# Bogucice (gromada w powiecie bocheńskim)
Bogucice (do 30 XII 1961 Majkowice) – dawna gromada, czyli najmniejsza jednostka podziału terytorialnego Polskiej Rzeczypospolitej Ludowej w latach 1954–1972.
Gromady, z gromadzkimi radami narodowymi (GRN) jako organami władzy najniższego stopnia na wsi, funkcjonowały od reformy reorganizującej administrację wiejską przeprowadzonej jesienią 1954 do momentu ich zniesienia z dniem 1 stycznia 1973, tym samym wypierając organizację gminną w latach 1954–1972.
Gromadę Bogucice z siedzibą GRN w Bogucicach utworzono 31 grudnia 1961 roku w powiecie bocheńskim w woj. krakowskim w związku z przeniesieniem siedziby GRN gromady Majkowice z Majkowic do Bogucic i przemianowaniem jednostki na gromada Bogucice; równocześnie do gromady Bogucice przyłączono obszar zniesionej gromady Bratucice.
W kwietniu 1969 dla gromady ustalono 22 członków gromadzkiej rady narodowej. 1 stycznia 1970 gromada składała się ze wsi: Bogucice, Bratucice, Buczków, Dąbrówka, Dębina, Gawłów, Majkowice, Okulice, Ostrów Szlachecki i Zatoka.
Gromada przetrwała do końca 1972 roku, czyli do kolejnej reformy gminnej. Z dniem 1 stycznia 1973 roku reaktywowano zniesioną w 1954 roku gminę Bogucice.